# Vie secrète
Vie secrète est un essai de Pascal Quignard paru le 14 mars 1998 aux éditions Gallimard et ayant reçu la même année le prix France Culture.

## Éditions
- Vie secrète, éditions Gallimard, 1998  (ISBN 2070748790)